# Ascher Herman Shapiro
Ascher Herman Shapiro (Brooklin, 20 de maio de 1916 — Boston, 26 de novembro de 2004) foi um engenheiro estadunidense. Foi especialista em dinâmica dos fluidos e aerodinâmica, professor do Instituto de Tecnologia de Massachusetts.

## Obras
- The Dynamics and Thermodynamics of Compressible Fluid Flow, 2 Volumes, Nova Iorque: Ronald Press, 1953/54
- Shape and Flow: The Fluid Dynamics of Drag, Garden City: Anchor Books 1961 e Londres: Heinemann 1964